# Fritz Kater
Fritz Kater (né le 19 décembre 1861 à Barleben, mort le 20 mai 1945 à Berlin) est un syndicaliste allemand, éditeur, rédacteur en chef du journal Der Syndikalist et anarcho-syndicaliste.

## Biographie
En 1883, il travaille comme maçon et rejoint une association professionnelle de travailleurs de la construction à Magdebourg puis fonde lui-même une association professionnelle de maçons en 1887 à Barleben. En 1889, il fait deux mois de prison pour avoir tenu une réunion non autorisée. Il fonde ensuite à Magdebourg un journal, Volksstimme, de tendance social-démocrate, lancé peu après la fin des lois antisocialistes. Les contributeurs sont Dr. Hans Müller, Paul Kampffmeyer (de) et Fritz Köster. En 1892, il s'installe à Berlin où il participe à la fondation d'une corporation des maçons puis comme agitateur socialiste.
Fritz Kater, en désaccord avec la modération du SPD, en démissionne en 1908. Il fait partie des membres fondateurs de l'Association Libre des Syndicats Allemands (Freie Vereinigung deutscher Gewerkschaften ou FVdG en allemand) qui prône un syndicalisme révolutionnaire, et devient le rédacteur en chef de son journal organe, Die Einigkeit ; plus tard, il fera partie de la commission à Berlin qui organisera l'Union libre des travailleurs d'Allemagne (Freie Arbeiter-Union Deutschlands, FAUD) de 1919 à 1930. En décembre 1919, le premier numéro de Der Syndikalist sort ; il s'arrêtera en 1929. en 1922, il participe à la création de l'Association internationale des travailleurs (anarcho-syndicaliste) et devient le rédacteur en chef du service de presse. Pendant près de trente ans, Kater est président de la commission d'organisation du mouvement syndicaliste allemand, jusqu'à ce qu'il démissionne par sa propre volonté pour "laisser la place à des camarades plus jeunes" dit-il.
Sa mort est due à une munition non explosée de Panzerfaust.